# 国家地理 (韩国电视频道)
国家地理（曾使用国家地理频道名称）是由国家地理全球电视网（国家地理合伙下辖机构，由国家地理学会和华特迪士尼公司合营（截至2019年3月））一个韩国纪录片电视频道。该频道播放非虚构电视节目，频道播出内容以国家地理的自制节目为主。
国家地理频道在韩国落地前，其制播的纪录片已在韩国的电视频道播出多年。此前，韩国观众可收视该频道的亚洲版，但在2004年2月被在首尔播出的版本取代。
虽国家地理学会制作节目占该频道播出时长的大部，但受韩国广播电视法律限制，亦有播放在韩国制作的节目。
亚洲版國家地理野生頻道和國家地理悠人頻道电视频道亦有在韩国落地，且已持续多年；部分节目亦在国家地理韩国频道播映。
2019年12月，国家地理于通知该频道自当年12月31日停止播映，并在次日置换为该频道的东南亚版。 